# Anemone korzchinskyi
Anemone korzchinskyi là một loài thực vật có hoa trong họ Mao lương. Loài này được E.G.Camus mô tả khoa học đầu tiên năm 1898.